# Farber (Missouri)
Farber è un comune degli Stati Uniti d'America, situato nello Stato del Missouri, nella contea di Audrain.